# إليزه بارلو
إليزه بارلو (بالإنجليزية: Elsie Barlow)‏ هي فنانة أسترالية، ولدت في 1876 في ملبورن في أستراليا، وتوفيت في 1948 في Cheltenham, Victoria ‏ في أستراليا.